# Albert Spalding (violoniste)
Pour les articles homonymes, voir Albert Spalding et Spalding.

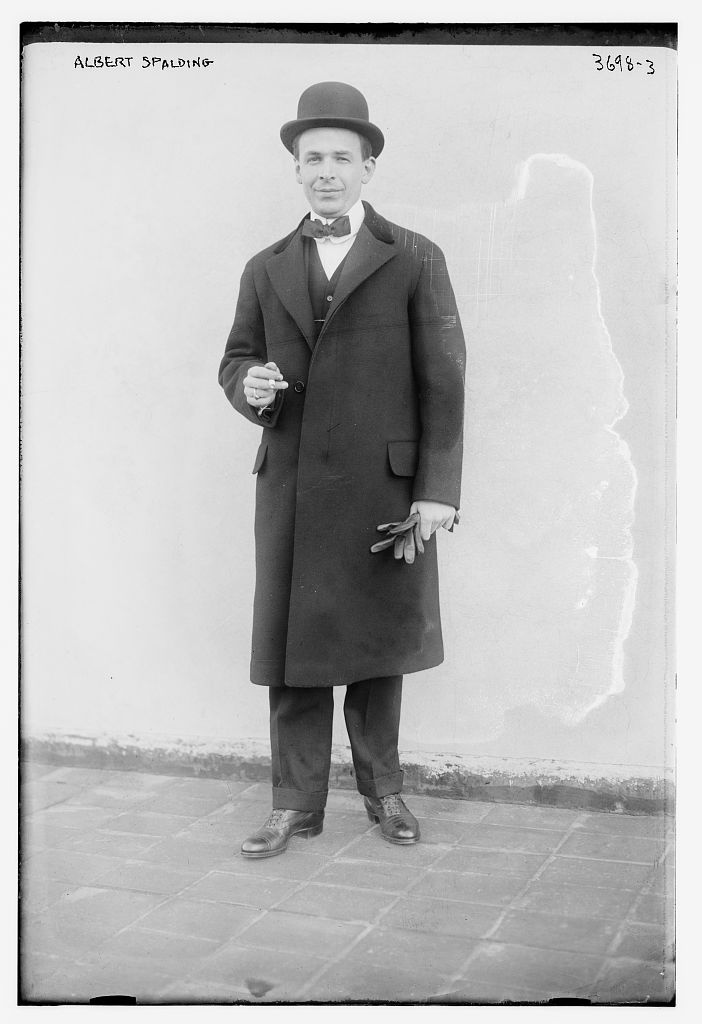
Albert Spalding en 1915

Albert Spalding (Chicago, Illinois, 15 août 1888 – New York, 26 mai 1953) est un violoniste et compositeur américain.

## Biographie
La mère d'Albert Spalding, Marie Boardman, était une contralto et pianiste. Son père, James Walter Spalding, et son oncle Albert Spalding, étaient des joueurs professionnels de baseball, qui ont fondé l'entreprise Spalding, spécialisée dans la fourniture d'équipements sportifs.
Spalding a fait des études privées de violon à New York et Florence, puis aux conservatoires de Paris et de Bologne. Il a obtenu son diplôme dans ce dernier conservatoire, à l'âge de quatorze ans. Il a fait ses débuts à Paris le 6 juin 1906, puis il s'est produit avec succès à Londres et Vienne. Sa première apparition comme soliste en Amérique a eu lieu avec le New York Symphony le 8 novembre 1908. Un an plus tard il jouait en soliste avec l'Orchestre philharmonique de Dresde quand cet orchestre a fait une tournée aux États-Unis. En 1916, Spalding est devenu membre d'honneur de la Phi Mu Alpha Sinfonia (en), une fraternité nationale pour les hommes rassemblés par et pour la musique. Pendant la Première Guerre mondiale, Spalding a servi dans la US Army Air Corps (à un moment donné comme aide-de-camp du major Fiorello LaGuardia) et a fini décoré de la Croix de la Couronne de l'Italie.
Peu de temps après son retour aux États-Unis, il a épousé Mary Vanderhoef Pyle le 19 juillet 1919, à Ridgefield, Connecticut. Le violoniste français Jacques Thibaud et André Benoist, l'accompagnateur de Spalding, ont joué au cours de la cérémonie. En 1920, Spalding est apparu lors de la tournée européenne de l'Orchestre symphonique de New York. En 1922, il est devenu le premier violoniste américain à apparaître avec l'Orchestre du Conservatoire de Paris; un an plus tard, il était le premier Américain à siéger à un jury au Conservatoire de Paris pour décerner des prix à la classe de violon. Le 7 février 1941, il a créé le concerto pour violon de Samuel Barber à Philadelphie avec le Philadelphia Orchestra dirigé par Eugene Ormandy. Ce concerto avait été écrit pour le violoniste Iso Briselli, qui finalement s'est désisté devant la difficulté du troisième mouvement. Albert Spalding a par contre accepté immédiatement de créer cette œuvre.
Lors de la participation des États-Unis dans la Seconde Guerre mondiale, le secrétaire d'État adjoint Adolf Berle a exhorté avec succès Spalding à accepter une affectation à l'Office of Strategic Services. Il a été affecté à Londres pendant six semaines, puis a servi en Afrique du Nord jusqu'à ce qu'il soit déplacé à Naples où il a été attaché à la Psychological Warfare Division (en) du SHAEF. En 1944, Spalding a donné un concert légendaire pour des milliers de réfugiés terrifiés dans une grotte près de Naples lors d'un raid de bombardements.
Après un concert à New York le 26 mai 1950, Spalding a annoncé se retirer de la scène. Par la suite, il a donné des classes de maître au Collège de Musique de l'Université de Boston et, pendant les mois d'hiver, à l'Université d'État de Floride. Il est mort à New York en 1953, à l'âge de 64 ans.

## Œuvres
Spalding a écrit plusieurs œuvres musicales dont une suite pour orchestre, deux concertos de violon et un quatuor à cordes en mi mineur. Il a également écrit une autobiographie,  Rise to Follow , publiée en 1943. Son roman sur Giuseppe Tartini, A Fiddle, a Sword, and a Lady, est paru en 1953.